# Tachycineta albiventer
Tachycineta albiventer là một loài chim trong họ Hirundinidae.
sống ở Nam Mỹ nhiệt đới từ Colombia, Venezuela, và Trinidad về phía nam bắc Argentina. Nó không được tìm thấy ở phía tây Andes. Nuốt phần lớn không di cư.
Mục lục [ẩn]
1 Phân loại và nguyên mẫu
2 Mô tả
3 Phân bố và sinh cảnh
4 Sinh thái học
4.1 Chế độ ăn uống
4.2 Nuôi và chăn nuôi
4.3 Di cư
5 Bảo tồn
6 Tham khảo
Phân loại và nguyên mẫu [sửa]
Chi Tachycineta được thành lập cho nhóm nuốt của nhà nghiên cứu khoa học châu Âu Jean Cabanis vào năm 1850.. Tên chi xuất phát từ tiếng Hy Lạp cổ đại takhukinetos, "di chuyển nhanh chóng"; Tên albiventer cụ thể là từ albus Latin, "trắng", và venter, "bụng". Loài chim này là đơn loài, và không phân loài nào hiện đang được công nhận.

## Mô tả
Cá thể trưởng thành có chiều dài 14 cm và nặng 14-17 gram. Nó có màu xanh lá cây phía trên, phần dưới màu trắng và mông, và các đường viền màu trắng cho lông bay thứ hai. Đôi cánh có màu đen, cùng với đuôi. Nó có đôi mắt nâu tối và một hóa đơn màu đen và chân. Các giới tính tương tự, mặc dù lưu ý rằng các con cái có chút ít màu trắng trên cánh. Chim non vị thành niên có phần dưới màu xám và thường có màu xám hơn so với người lớn. Chim non vị thành niên cũng có ít màu trắng trên cánh.
Loài này có thể được phân biệt với nhạn ngập rừng ngập mặn tương tự do thiếu một đường trắng phía trên trán của nó và một số lượng lớn hơn màu trắng trên cánh của nó.

## Phân bố và môi trường sống
Loài chim này có nguồn gốc ở Argentina, Bolivia, Brazil, Colombia, Ecuador, Guiana thuộc Pháp, Guyana, Paraguay, Peru, Suriname, Trinidad và Tobago, và Venezuela. Những cá thể lang thang không thường xuyên đến Panama. Chúng thường không được tìm thấy trên bờ biển Thái Bình Dương, đặc biệt là ở phần phía Nam Nam Mỹ.
Các loài này thường được tìm thấy trong hoặc gần các vùng đất thấp dọc theo các vùng nước như sông hoặc hồ, ở độ cao khoảng 500 mét (1.600 ft). [5]

## Sinh thái học

### Chế độ ăn
Chúng săn bắt mồi chủ yếu khi chuyến bay ở độ cao thấp, bắt côn trùng bay. Chúng thường kiếm thức ăn cho nước nhưng cũng có thể kiếm thức ăn trên mặt đất. Giữa những nỗ lực tìm kiếm thức ăn, nó thường nằm trên các cành gần các vùng nước. Đường bay là đường bay trực tiếp và chúng bay với một chuyến bay vỗ cánh.

### Sinh sản
Loài chim này xây tổ hình bát được lót bằng lông chim khác và một số hạt giống bên trong một hốc cây, giữa các tảng đá hoặc trong các cấu trúc do con người tạo ra. Các tổ yến thường được xây dựng cách nước vài mét; Cặp tổ riêng. Bộ ly hợp có từ 3 đến 6 quả trứng trắng, có kích thước từ 17 mm–20 mm × 13 mm–14,6 mm (0,67 in–0,79 in × 0,51 in–0,57 in) và cân nặng 1,9 gam (0,067 oz). và cân nặng 1,9 gram (0.067 oz). 

### Di cư
Loài này sinh sống ở hầu hết phạm vi của nó, mặc dù nó là di cư ở phần cực nam của dải. Ở Braxin và Argentina, chỉ có khoảng từ giữa tháng 9 đến giữa tháng 4. Trường hợp đông dân này mùa đông không được biết đến, nhưng rất có thể ở Guianas, Venezuela và Columbia.

## Bảo tồn
Loài chim này được IUCN phân loại là loài ít quan tâm, dựa trên phạm vi rất rộng của nó, dường như có dân số ổn định và quy mô dân số lớn.